# Кастеллетто-Стура
Кастеллетто-Стура (італ. Castelletto Stura, п'єм. Castlèt Stura) — муніципалітет в Італії, у регіоні П'ємонт,  провінція Кунео.
Кастеллетто-Стура розташоване на відстані близько 490 км на північний захід від Рима, 70 км на південь від Турина, 10 км на північний схід від Кунео.
Населення — 1375 осіб (2014).
Щорічний фестиваль відбувається 19 серпня. Покровитель — San Magno.

## Історія
Топонім складається зі зменшувального від Кастелло та назви річки Стура. Цитата 1238 року (Castelletus Sturie), безумовно, стосується саме цього села, яке має кілька омонімів у П'ємонті, зважаючи на наявність детермінанта. Все, що залишилося від замку, який дав назву містечку, - це кілька стін, розташованих біля каплиці, присвяченої Святій Анні.

## Демографія
Населення за роками:

Станом на 1 січня 2023 року в муніципалітеті офіційно проживало 108 іноземців з 21 країни, серед них 32 громадяни країн Євросоюзу та 1 громадянин України.

## Сусідні муніципалітети
- Ченталло
- Кунео
- Монтанера
- Мороццо